# HRK Žepče
RK Žepče je rukometni klub iz Žepča. Osnovan je 17. ožujka 2008. Domaći teren RK Žepče je športska dvorana KŠC-a Don Bosco. Selekcije koje djeluju u okviru kluba su seniori, juniori, kadeti i mlađi kadeti te dječaci. Član Rukometnog saveza Herceg-Bosne.

## Uprava kluba
Upravu kluba čine tajnik Damir Jukić, trener mlađih kadeta Danijel Bakula, trener kadeta Dario Ćoruša, blagajnik kluba Darko Andrijević, sportski direktor Ivan Širić, predsjednik kluba Ivo Klarić te šef stručnog stožera Josip Klarić Nele.

## Djelatnosti kluba RK Žepče
Organizirano okupljanje djece, mladih i odraslih radi bavljenja rukometom, te razvijanje i unapređenje tih sportova na principima dobrovoljnosti i amaterizma.
Stremljenje ka ostvarivanju što većeg kvaliteta u rukometu u gradu, županiji, državi i inozemstvu, kao vid prihvaćene i opravdane zabave za članove kluba i publiku, u smislu sakupljanja i kvalitativnog djelovanja Rukometnog kluba Žepče u svim segmentima rada i djelovanja Udruge. Organizirano jačanje stručnog i odgojnog rada u svim oblicima djelovanja i aktivnosti, kao i organiziranje i provođenje sportskih natjecanja i sudjelovanje u njim. Pomaganje školama i drugim odgojno-obrazovnim organizacijama u organiziranju rukometnih i drugih sportskih aktivnosti, te ostvarivanje i razvijanje suradnje s drugim organizacijama u oblasti tjelesne i zdravstvene kulture i drugo.

## Uspjesi kluba
RK Žepče proglašen je najboljom sportskom ekipom u 2012. u Žepču. Pri tome je Tomislav Dunđer proglašen najboljim sportašem, a Luka Lovrić najboljom sportskom nadom u muškoj konkurenciji. Sve selekcije bilježe odlične uspjehe na turnirima. Jedan od tih uspjeha je i 3. mjesto 2013. kadeta na Prvenstvu rukometnog saveza Herceg-Bosne za kadete 96. godište. Seniorska ekipa RK Žepče plasirala se na 3. mjesto Prve lige BiH pobijedivši ekipu Solana Sloboda iz Tuzle te su na taj način sezonu završili na 3. mjestu. Tom pobjedom su omogućili RK Maglaj iz Maglaja plasman u Premijer ligu BIH.

## Vanjske poveznice
- Rukometni klub Žepče  Arhivirana inačica izvorne stranice od 20. listopada 2013. (Wayback Machine)